# Nitroform
Nitroform, eller trinitrometan, är en instabil stark syra som korroderar såväl järn som aluminium. Den är lättlöslig i vatten och dess anjon är stabil. Lösningen är kraftigt gul.
EG-nummer EINECS 208-236-8
Pubchem-nummer 10602

## Användning
Ämnet är visserligen i sig explosivt, men duger inte som sådant som sprängämne. Däremot kan det vara råämne för tillverkning av sprängämnen.